# Brando (danza)
Il termine "brando" indica una famiglia di danze tradizionali praticate in Italia.

## Storia
Il termine brando (inteso come 'danza') deriva dall'italianizzazione di branle (dal verbo francese branler, 'oscillare, dondolare').
Il branle, termine già citato nel 1496 come uno dei movimenti della bassadanza alla francese (bassedanse), nei secoli XVI e XVII indicava una famiglia di danze stilizzate in auge in tutte le regioni della Francia, probabilmente derivate dalle ronde a catena di epoca medioevale (anche se alcuni autori la mettono invece in relazione con la carola). Solo nel trattato di Thoinot Arbeau, l'Orchésographie, ne sono elencati ventisei tipologie ed è quasi sempre descritto come danza a catena, sia in cerchio (catena chiusa), sia in doppio fronte (catena aperta).
Il termine brando è invece menzionato per la prima volta nel Cortegiano (1528) di Baldassar Castiglione.
Cesare Negri, nel suo Nuove inventioni di balli (1604),  descrive tre brandi danzati da due, tre o quattro coppie: il Brando gentile, il Brando di Cales e un brando eseguito alla fine della commedia L'Armenia pastorale, in onore di Isabella d'Asburgo e Alberto d'Austria.
Il brando è anche menzionato tra i balli che vennero eseguiti in piazza a Torino nel 1643, per i festeggiamenti del compleanno della reggente Maria Cristina di Borbone-Francia. In realtà il brando non ebbe molta diffusione nelle corti italiane come danza di intrattenimento e veniva eseguito con funzione spettacolare per lo più durante le mascherate o in occasione di festeggiamenti.
Il brando nel XVII secolo è acquisito dai compositori di musica, che lo stilizzano in forma strumentale per solo ascolto. Esempi di brandi strumentali (non indirizzati al ballo) si trovano nel I e III Libro delle Pavane, Gagliarde, Brandi... (1626, 1627) del violinista Carlo Farina. 